# Hans Sondermann
Hans Sondermann (* 22. November 1941) ist ein ehemaliger deutscher Fußballspieler und -trainer. Von 1969 bis 1971 absolvierte der Mittelfeldspieler beim MSV Duisburg 37 Spiele in der Fußball-Bundesliga und erzielte acht Tore.

## Karriere
Sondermann kam vom Amateurverein Westfalia Scherlebeck aus Herten zur Saison 1962/63 zum TSV Marl-Hüls in die Oberliga West. Der Halbstürmer im damaligen WM-System debütierte unter Trainer Rudi Gutendorf am 14. Oktober 1962 bei der 0:1-Auswärtsniederlage bei Westfalia Herne in der Oberliga. Im letzten Jahr des alten erstklassigen Oberligasystems rangierte Marl-Hüls mit Spielern wie Heinz van Haaren, Karl-Heinz Sell, Günter Peters, Horst Wandolek und Christoph Walter am Rundenende auf dem 16. Rang. Sondermann hatte in 17 Ligaspielen drei Tore erzielt. Am 11. Mai 1963 endete die erstklassige Oberligaära für Sondermann und Marl-Hüls mit einer 0:1-Auswärtsniederlage bei Schwarz-Weiß Essen. Durch die Neueinführung der Fußball-Bundesliga als Leistungsspitze im DFB ab der Saison 1963/64 fand der zweitklassige Fußball zukünftig in fünf Regionalligen statt. Sondermann unterschrieb für zwei Jahre bei Westfalia Herne in der Regionalliga West.
Die Mannschaft vom Stadion am Schloss Strünkede belegte im Debütjahr der zweitklassigen Regionalliga West 1963/64 unter Trainer Hans Hipp und Spielern wie Jürgen Bandura, Hans Cieslarczyk, Gerhard Clement, Jürgen Koch, Alfred Pyka, Wolfgang Scheid und Horst Wandolek hinter Alemannia Aachen, dem Wuppertaler SV, Fortuna Düsseldorf, dem TSV Marl-Hüls und Viktoria Köln den sechsten Rang. Sondermann hatte 33 Ligaspiele absolviert und neun Tore, zumeist als Halbstürmer, erzielt. Im zweiten Jahr belegte er mit Herne unter dem neuen Trainer Herbert Burdenski und den zwei Neuzugängen Friedhelm Dick und Günter Graetsch nur noch den zwölften Rang. In 24 Rundenspielen hatte Sondermann zehn Tore erzielt.
Nach zwei Jahren bei Herne mit 57 Regionalligaeinsätzen und 19 Toren unterschrieb er zur Saison 1965/66 bei der TuS Neuendorf in der Regionalliga Südwest einen neuen Vertrag. Im Debütjahr für Neuendorf absolvierte er 26 Ligaspiele und erzielte zehn Tore. Die TuS belegte hinter dem FK Pirmasens, dem 1. FC Saarbrücken und dem 1. FSV Mainz 05 den vierten Rang. In den zwei Runden 1967/68 und 1968/69 errangen Sondermann und Kollegen unter Trainer Herbert Rappsilber mit der TuS Neuendorf zweimal die Vizemeisterschaft, jeweils hinter dem SV Alsenborn. In den zwei Aufstiegsrunden konnte er mit Mitspielern wie Rudolf Krätschmer (Torhüter), Helmut Horsch, Otto Jaworski, Werner Hölzenbein, Hans-Günter Funke, Rudolf Stracke, Alfred Brecht und Bernd Vogtmann den Bundesligaaufstieg nicht realisieren. Nach vier Runden in Neuendorf mit insgesamt 86 Regionalligaspielen und 26 Toren sowie elf Aufstiegsrundeneinsätzen wurde der Mittelfeldspieler im Sommer 1969 vom Bundesligisten MSV Duisburg für zwei Jahre verpflichtet.
Er debütierte unter Trainer Robert Gebhardt am 16. August 1969 bei einer 0:1-Auswärtsniederlage gegen Hertha BSC in der Fußball-Bundesliga. Bei den „Zebras“ erlebte er den Kampf um den Klassenerhalt. Mit den Kollegen Willibert Kremer und Djordje Pavlić bildete er zumeist das Mittelfeld des Teams vom Niederrhein. Bernd Lehmann und Helmut Huttary ergänzten das Trio. Sondermann absolvierte 30 Ligaspiele und erzielte beim Erreichen des 15. Ranges des MSV acht Tore. In seinem zweiten Jahr in Duisburg 1970/71 übernahm mit Rudi Faßnacht ein neuer Trainer das Amt des Übungsleiters und mit Bernard Dietz, Gerhard Kentschke, Volker Danner und Georg Damjanoff kamen vier Verstärkungen an die Wedau. Da zudem mit dem technisch guten und sehr lauffreudigen Johannes Linßen ein Mittelfeldspieler den Durchbruch schaffte, kamen für Sondermann lediglich sieben weitere Bundesligaspiele beim MSV hinzu. Nach insgesamt 37 Spielen in der Bundesliga mit acht Toren schloss er sich ab der Saison 1971/72 Bayer 05 Uerdingen für die letzten drei Jahre der alten zweitklassigen Regionalliga West an.
In den zwei letzten Regionalligajahren 1972 und 1973 landete Uerdingen unter Trainer Klaus Quinkert jeweils auf dem dritten Rang. Sondermann gehörte an der Seite von Torhüter Manfred Kroke, Norbert Brinkmann, Paul Hahn, Wolfgang Lüttges, Friedhelm Funkel, Peter Falter, Ludwig Lurz und dem überragenden Torjäger Manfred Burgsmüller der erfolgreichen Stammformation des Teams aus dem Grotenburg-Stadion in Krefeld an. Am 21. April 1974, dem 32. Spieltag der Saison 1973/74, gewann Uerdingen das Heimspiel gegen den späteren Vizemeister Rot-Weiß Oberhausen mit 5:2. Das Mittelfeld der Heimelf war mit Sondermann, Funkel und Lüttges besetzt gewesen. Am 34. Spieltag, dem 5. Mai, beendete Uerdingen mit der identischen Mittelfeldformation die Runde mit einem 2:0-Auswärtserfolg bei Alemannia Aachen auf dem dritten Rang. Der 32-jährige Sondermann war in 30 Spielen zum Einsatz gekommen und hatte drei Tore erzielt. In drei Jahren bei Bayer 05 Uerdingen kam er auf 83 Ligaspiele mit elf Toren. Insgesamt wird er mit 226 Regionalligaspielen mit 56 Toren in der Statistik geführt.
Nach seiner aktiven Laufbahn arbeitete Sondermann über viele Jahre als Trainer im Amateurbereich und war dabei überwiegend in der Oberliga Nordrhein aktiv. Unter anderem betreute er dort den SC Jülich, Viktoria Goch, Hamborn 07, TuS Xanten und den 1. FC Bocholt.